# Barra de Santa Rosa
Barra de Santa Rosa är en kommun i Brasilien.   Den ligger i delstaten Paraíba, i den östra delen av landet, 1 600 km nordost om huvudstaden Brasília. Antalet invånare är 14 160.
Omgivningarna runt Barra de Santa Rosa är huvudsakligen savann. Runt Barra de Santa Rosa är det glesbefolkat, med 10 invånare per kvadratkilometer.